# Hujum

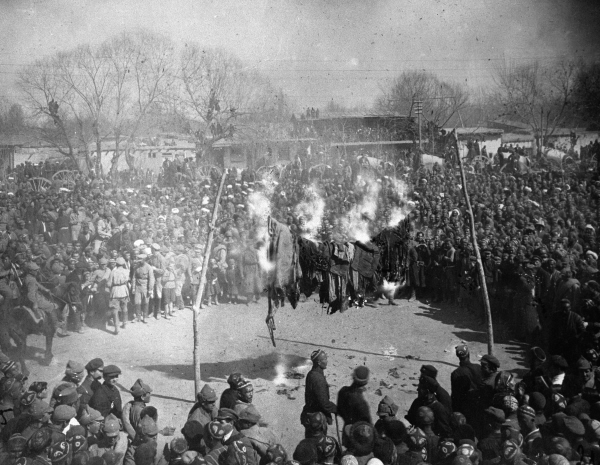
Hujum; offentligt slöjbrännande som en demonstration av de sovjetiska myndigheternas stöd för kvinnors rättigheter mot de traditionella muslimska kvinnoförtrycket.

Hujum är en reformpolicy införd av Sovjetunionens kommunistiska parti, med syftet att införa jämlikhet mellan könen och utplåna allt kvinnoförtryck grundat på islam i de muslimska sovjetiska delrepublikerna i Centralasien. Denna politik associerades främst med avskaffandet av den islamiska slöjan, som symboliserade kvinnoförtrycket och som brändes i offentliga manifestationer av de sovjetiska myndigheterna. 

## Historik

### Bakgrund
Centralasien hade erövrats av Tsarryssland under 1860-talet. Tsarryssland hade inte försökt påverka den muslimska kulturen i Centralasien, utan haft separata lagar för muslimer och ryssar för att stödja samexistens. 
Ursprungligen hade slöjan inte burits av alla muslimska folkslag i Centralasien. Tartarer och andra nomadiska stammar i främst Turkmenistan och Kazakstan hade inte använt den, trots att de var muslimer, medan däremot den muslimska urbana befolkningen, främst uzbekerna i Uzbekistan och Tadzjikistan, rentav tillämpade den med större stränghet under Tsarryssland, då de tack vare ökat välstånd fått bättre kontakt med den övriga muslimska världen, och ville distansera sig från de ryssar som bosatte sig i Centralasien. Det noteras dock att kvinnor ur vissa muslimska överklassfamiljer klädde sig i västerländskt mode när de reste till Europa, och tog på sig slöjan igen när de återvände till Centralasien. 

### Förspel
Sovjetunionens kommunistiska parti förespråkade jämlikhet mellan könen i hela Sovjetunionen. Detta krav kolliderade med de traditionella muslimska sedvänjorna i Centralasien, där kvinnor i möjligaste mån förväntades leva sina liv isolerade avskilda från alla män utanför familjen för att förhindra utomäktenskaplig sexualitet. Denna kvinnosyn stöddes och predikades av regionens mullor, och symboliserades i kommunisternas ögon av den islamska slöjan, vars syfte var att dölja och isolera de kvinnor som rörde sig utomhus och inte hade möjlighet att leva helt avskilda från världen inomhus, som kvinnor ur rika muslimska familjer kunde göra. 
Under de första åren av Sovjetunionens existens hade det inte funnits någon möjlighet att tvinga igenom jämställdhet i Centralasien, då Sovjets kontroll fortfarande var svag. På 1920-talet hade emellertid Sovjet stabiliserats tillräckligt för att genomföra denna politik. Reformen genomfördes av kommunistpartiet genom den lokala avdelningen av partiets kvinnoförbund, Zhenotdel.
1924 infördes formellt de rättigheter för kvinnor som hade införts i Ryssland efter ryska revolutionen även i Centralasien, och det kommunistiska partiet uppmuntrade sina lokala kvinnliga medlemmar att ta del av sina nya rättigheter och ta av sig slöjan. Vissa kvinnliga partifunktionärer som Tojikhon Shodieva gjorde också detta, men det hade generellt liten effekt. Mullorna hävdade att utbildning för kvinnor skulle leda till avskaffandet av slöjor och detta i sin tur till sex utanför äktenskapet.

### Hujum
På kvinnodagen 8 mars 1927 lanserades officiellt hujum: Sovjet förklarade officiellt att en rad kvinnoförtryckande sedvänjor förbjöds eller avskaffades, så som motståndet mot utbildning för kvinnor, månggifte för män, hedersmord, barnbröllop samt tvånget att bära slöja. Myndigheterna proklamerade dessa förändringar genom att låta bränna islamiska slöjor offentligt på bål. Eftersom slöjan associerades med och ansågs symbolisera detta kvinnoförtryck, fokuserade kampanjen på att avskaffa slöjan. Alla lokala kvinnliga partimedlemmar samt deras kvinnliga familjemedlemmar uppmanades att ta av sig sina slöjor, och därefter utsträcktes denna uppmaning till samtliga kvinnor. Demonstrationer organiserades av myndigheterna där kvinnor tog av sig sina slöjor, som sedan brändes offentligt. 
Hujum möttes med enormt motstånd från det muslimska prästerskapet mullorna, som uppmuntrade till mord på kvinnor som visade sig utan slöja offentligt. Slöjan uppfattades som en kulturell symbol och att bära den både en religiös plikt liksom ett motstånd mot utländskt förtryck och kulturimperialism. Muslimska kvinnor som visade sig offentligt utan slöja trakasserades och förföljdes, och blev i vissa fall också dödade. Det uzbekiska prästerskapet uppmanade uzbekiska män att attackera obeslöjade kvinnor, och ungefär 2.500 kvinnor uppskattas ha blivit mördade. Vissa kvinnor som åtlydde myndigheterna och tog av sig slöjan mördades i hedersmord av sina familjer, som Tursunoy Saidazimova och Nurkhon Yuldashkhojayeva. Motståndet var särskilt våldsamt i Uzbekistan. De flesta kvinnor tog av sig slöjan för att de hade fått en order att göra det av partiet eller sina familjemedlemmar, inte på eget initiativ. 
Kvinnor hamnade i en svår och i vissa fall också farlig position mellan den sovjetiska staten, som krävde att de skulle ta av sig slöjan, och det civila muslimska samhället omkring dem, som trakasserade dem om de gjorde detta.  Många kvinnor som först hade tagit av sig slöjan började därför bära den igen för att försvara sig mot attacker. Som respons införde de sovjetiska myndigheterna 1928-1929 lagar som definierade attacker mot obeslöjade kvinnor som terrorism. 
Under flera år utvecklades en vana där lokala kvinnor fortsatte att bära slöja då de rörde sig i basaren och liknande vardagsmiljöer med en muslimsk majoritet, medan de gick obeslöjade då de deltog i det sovjetiska partiets aktiviteter, besökte sovjetiska myndigheter eller rörde sig i miljöer med en majoritet ryssar. Många kvinnor bar till slut endast slöja privat, men var obeslöjade då de rörde sig offentligt, var på sitt arbete eller utbildade sig.

### Efterspel
Även om hujum initialt mötte starkt motstånd och inte mötte någon omedelbar framgång, innebar det sovjetiska samhällssystemet att den traditionella isoleringen av kvinnor som symboliserades av slöjan gradvis blev alltmer ohållbar. Från 1930-talet och framåt blev kvinnor i takt med de sovjetiska kraven alltmer involverade i yrkesarbete (under vilket de inte kunde bära slöja), och nåddes av de sovjetiska utbildningskampanjerna som minskade analfabetismen bland kvinnor. 
Kollektiviseringen och tvånget för både kvinnor och män att arbeta tillsammans i kollektiven gjorde det omöjligt att fortsätta åtlyda mullornas predikan om könssegregering, och på 1950-talet hade slöjorna slutligen försvunnit. Kvinnor i den centralasiatiska sovjetstaterna blev helt jämställda i det offentliga livet och enligt lagens bokstav, men det förekom inget arbete med könsroller som kunde förändra synen på kön i privatlivet.